# Hyun Young
Hyun Young (de nacimiento Yoo Hyun-Young) es una artista surcoreana. Ha trabajado como modelo, presentadora, actriz, cantante e instructora de relaciones públicas y planificación financiera en colegios y empresas. Estudió en la Universidad  Yong In y la Universidad de Corea,  es conocida por su inusual y casi caricaturesca voz.

## Carrera

### Televisión
Participó en numerosos programas de televisión surcoreanos, y fue pilar en el espectáculo de variedades de la KBS, Heroine 6, desde el año 2005 hasta el episodio final en 2007. Por su trabajo en diversos espectáculos, en 2006, obtuvo el premio a la Mejor Estrella Femenina (por variedad/comedia), tanto en la MBC como KBS Entertainment Awards. Desde 2007  ha actuado como una de los líderes de equipo para el show de variedades Jiwhaza!  ("Burst! Mental concentration"), que se transmite en SBS. Es también una de las 5 principales estrellas en el programa de la KBS High-Five, parte del Happy Sunday. También fue parte de Introducing a Star's Friend como presentadora.

### Música
Ha grabado la versión coreana de "Dragostea din tei" (también conocida como Numa Numa), titulado  "Nuna's Dream" ("누나의 꿈"); las letras de "Numa Numa" fueron cambiadas por "Nuna Nuna" (el término es usado por los hombres coreanos para referirse a una mujer mayor) en 2006. El álbum no alcanzó grandes ventas, ni tampoco fue oficialmente promovida. A pesar de eso la interpretó en los espectáculos de variedad en que participó,  con su propia y novedosa danza (llamada la danza "Nuna Nuna" ). Su vídeo para el sencillo se convirtió en el más visto de 2006, de acuerdo a Mnet. En mayo de 2007 lanzó su segundo sencillo "Love Revolution" ( "연애 혁명", en español "Revolución de Amor"), un cover de "Renai Revolución 21" de Morning Musume.

## Vida personal
Se casó con Choi Won-hee en el Sheraton Grand Walkerhill Hotel el 3 de marzo de 2012; su marido trabaja en una empresa multinacional financiera. Dio a luz a su primer hijo el 16 de agosto de 2012.
Durante 2013 en la investigación de abuso de propofol entre celebridades, admitió haber recibido del médico prescripciones para  inyectarse 42 veces entre febrero y diciembre de 2011. No fue acusada, pero se le ordenó el  pago de unos  ₩8 millones de multa.

## Filmografía

### Películas
- 2003 – First Amendment
- 2004 – Father and Son: The Story of Mencius
- 2004 – A Moment to Remember
- 2005 – Marrying the Mafia II (cameo)
- 2005 – Princess Aurora
- 2005 – The Art of Seduction
- 2006 – The Legend of Seven Cutter
- 2006 – Now and Forever (cameo)
- 2006 – Aachi & Ssipak (voz)
- 2006 – My Wife Is a Gangster 3
- 2007 – The Perfect Couple
- 2009 – Fortune Salon
- 2011 – Marrying the Mafia IV: Unstoppable Family

### Series de televisión
- 1997 – SBS Wind's Love
- 2003 – SBS Fairy and Swindler
- 2005 – SBS Biscuit Teacher and Star Candy
- 2005 – SBS Fashion 70's
- 2005 – MBC Hello Franceska Season 3
- 2005 – MBC The Secret Lovers
- 2006 – SBS Bad Family
- 2010 – SBS OB/GYN Doctors
- 2011 – KBS2 Baby Faced Beauty
- 2011 – SBS Living in Style (cameo)
- 2015 – KBS2 The Producers (cameo)

### Programas de variedades
- 1997 – SBS 이주일 투나잇 쇼 (Week Tonight Show)
- 2002 – MBC 여자를 말한다 (A Woman Says)
- 2005 – 여러분! 고맙습니다 (Your Thanks)
- 2005 – KBS 해피 선데이: 여걸 식스 (Happy Sunday: Heroine 6)
- 2005 – KBS 쇼 파워 비디오 (Show Power Video)
- 2006 – MBC 섹션 TV 연예 통신 (Section TV)
- 2006 – SBS 헤이헤이헤이 2 (Hey Hey Hey 2)
- 2006 – SBS 슈퍼 아이 (Super Eye)
- 2007 – KBS 하이-파이브 (High-Five)
- 2008 – KBS 이 맛에 산다 (Delicious Quiz: A Taste of Life)
- 2020 - MBC (King of Mask Singer) - Concursante como "Janggu Girl" (Episodios 275-276)

## Discografía

### Sencillos
- 9 de marzo de 2006 – "Nuna's Dream" ("누나의 꿈")
- mayo de 2007 – "Love Revolution" ("연애 혁명")

### Álbumes
- 28 de abril de 2006 – Hyun Young's Gayo Remix : Best of Club Gayo Hits[19]